# Robert Mardini
Pour les articles homonymes, voir Mardini.
Robert Mardini, né le 6 août 1972, est un humanitaire et leader en santé publique de nationalité libanaise et suisse. Il a pris ses fonctions en tant que Directeur général des Hôpitaux universitaires de Genève en septembre 2024. Auparavant, il a été Directeur Général du Comité international de la Croix-Rouge (CICR) de 2020 à 2024.

## Biographie

### Jeunesse et éducation
Mardini est né et a grandi à Tripoli, au Liban. Il a fait ses études au Lycée Franco-Libanais Alphonse de Lamartine, puis à l'École Polytechnique Fédérale de Lausanne (EPFL), en Suisse, où il a obtenu, en 1996, un Master of Science en génie civil et hydraulique.

### Vie privée
Robert Mardini possède la double nationalité libanaise et suisse. Il est marié et père de deux filles[réf. nécessaire].

### Carrière
Mardini a rejoint le CICR en 1997, coordonnant des programmes d’ingénierie hydraulique au Rwanda et en Irak. Il a ensuite dirigé l'unité Eau et Habitat de l'organisation, menant des projets dans plus de 40 pays pour améliorer l’accès à l’eau, à l’assainissement et aux services d’hygiène pour environ 14 millions de personnes par an.  Il a occupé divers postes de direction au sein du CICR, notamment: Directeur général adjoint (2010–2012), Directeur régional pour le Proche et le Moyen-Orient (2012–2018) et Observateur permanent du CICR auprès des Nations unies et chef de délégation à New York, (2018–2020). Dans ce dernier rôle, Robert Mardini a piloté l’engagement diplomatique du CICR auprès du Conseil de sécurité des Nations unies, de l’Assemblée générale, des États membres et des entités onusiennes pour influencer les décisions sur les enjeux humanitaires dans divers contextes thématiques et géographiques. Il s’est exprimé et a publié sur de nombreuses questions clés, notamment:  les conflits armés et crises humanitaires au Moyen-Orient; le droit international humanitaire, ; les violences sexuelles en contexte de conflit ; les mesures contre le terrorisme et leur impact sur l’action humanitaire, ; l'avenir de l’action humanitaire et la transformation numérique. Mardini a été nommé Directeur Général du CICR en octobre 2019 et a pris ses fonctions le 30 mars 2020.  
Son mandat a débuté en pleine pandémie de COVID-19, suivie de près par le conflit armé international entre la Russie et l’Ukraine, une période marquée par des besoins humanitaires extraordinaires à travers le monde. Parallèlement, l’écart entre les financements humanitaires mondiaux et les besoins a atteint des niveaux historiques, entraînant des réductions budgétaires significatives. Après près de trois décennies au CICR, Mardini a terminé son mandat de quatre ans en mars 2024. En septembre 2024, il prend ses fonctions comme nouveau directeur général des HUG.

## Distinctions et reconnaissance
- En 2020, Robert Mardini est lauréat du Prix Alumni de l'EPFL[27], une distinction décernée en reconnaissance d'une carrière exceptionnelle. Le prix a salué les compétences, la vision stratégique et l'engagement qui ont marqué la carrière distinguée de Robert Mardini au sein d’une organisation internationale essentielle, contribuant directement à la protection de vies humaines à travers le monde.
- En 2021, il est élu membre à vie de l'Académie suisse des sciences techniques (SATW)[28] en reconnaissance de sa capacité à mobiliser ses équipes pour fournir une aide d’urgence efficace aux victimes de conflits armés majeurs.
- Depuis 2022, il est membre du conseil consultatif stratégique de l'EPFL[réf. nécessaire].
- En 2024, il est nommé Executive in Residence au International Institute for Management Development (IMD)[29] de Lausanne.